# Andorra op het Eurovisiesongfestival 2006
Andorra nam deel aan het  Eurovisiesongfestival 2006, gehouden  in Athene, Griekenland. Het was de vierde deelname van het land aan het Eurovisiesongfestival.

## Selectieprocedure
Omdat Andorra voor het Eurovisiesongfestival van 2006 beter voor de dag wilde komen dan de twee voorgaande jaren besloot de nationale televisiezender RVTA een strenge en grote voorselectie te houden. Deze wedstrijd, waaraan 44 kandidaten meededen, trok veel belangstelling en werd in het kleine Pyreneeënstaatje een kijkcijferhit.
Uiteindelijk werd bekend dat de Spaanse zangeres Jennifer met het nummer Sense tu voor Andorra naar Athene zou gaan, maar niet iedereen was daar blij mee. De schrijver van het nummer was namelijk wederom Rafael Artesero, die een jaar eerder ook al verantwoordelijk was geweest voor de inzending van Andorra en toen allesbehalve succes had geboekt. Bovendien begrepen velen niet waarom er wederom voor een Catalaans nummer was gekozen; Andorra had hier immers al twee slechte ervaringen mee gehad. Gepleit werd er dan ook voor een Engelstalig of Franstalig liedje. Ondanks alle kritiek trad Jennifer toch aan op het songfestival, maar de critici kregen gelijk toen de zangeres de plank behoorlijk missloeg en ervoor zorgde dat Andorra in de halve finale met slechts 8 punten als allerlaatste eindigde.

## In Athene
Andorra was als vierde van 23 deelnemers aan de beurt, net na Slovenië en voor Wit-Rusland. Bij het openen van de enveloppes met gekwalificeerde landen voor de finale, bleek dat ze niet bij de beste tien was geëindigd. Na afloop van het festival bleek dat Andorra op de drieëntwintigste en laatste plek was geëindigd, met 8 punten. Deze waren allemaal afkomstig van hun buurland Spanje.

### Gekregen punten

#### Halve Finale
| 12 punten | 10 punten | 8 punten | 7 punten | 6 punten |
| --------- | --------- | -------- | -------- | -------- |
|           |           | - Spanje |          |          |
| 5 punten  | 4 punten  | 3 punten | 2 punten | 1 punt   |
|           |           |          |          |          |

### Punten gegeven door Andorra

#### Halve Finale
Punten gegeven in de halve finale:
| 12 punten | Portugal              |
| 10 punten | Finland               |
| 8 punten  | Zweden                |
| 7 punten  | België                |
| 6 punten  | Oekraïne              |
| 5 punten  | Litouwen              |
| 4 punten  | Rusland               |
| 3 punten  | Monaco                |
| 2 punten  | Nederland             |
| 1 punt    | Bosnië en Herzegovina |

#### Finale
Punten gegeven in de finale:
| 12 punten | Spanje              |
| 10 punten | Finland             |
| 8 punten  | Zweden              |
| 7 punten  | Litouwen            |
| 6 punten  | Rusland             |
| 5 punten  | Oekraïne            |
| 4 punten  | Ierland             |
| 3 punten  | Roemenië            |
| 2 punten  | Verenigd Koninkrijk |
| 1 punt    | Griekenland         |

2004 · 2005 · 2006 · 2007 · 2008 · 2009 · 2010-2025